# جان لومير
جان لومير (بالفرنسية: Jean Lemaire)‏ هو رسام فرنسي، ولد في 1598 في دامارتان أون غويل في فرنسا، وتوفي في 1659 في Gaillon ‏ في فرنسا.